# Moscerine
Moscerine è una raccolta di nove racconti scritti da Anna Marchesini e ambientati in zone di provincia dell'Italia dal dopoguerra ad oggi. L'antologia propone come protagonisti personaggi apparentemente insignificanti ai quali un evento, talvolta microscopico, ha cambiato la vita. La modalità di narrazione lascia in attesa del finale, per cui ogni racconto può essere letto come un mini thriller.

## I racconti
- La signorina Iovis
- Lisetta
- L'odore del caffè
- La torta nuziale
- Poi si vedrà
- Le evidenze
- In salotto
- In punto di morte
- Cirino e Marilda non si può fare

## Edizioni
- Moscerine, Milano, Rizzoli, 2013. ISBN 978-88-17-06724-9.